# Nikolaos Gazis
Nikolaos „Nikos“ Gazis (griechisch Νίκος Γαζής, * 27. Juni 1903 in Trikala; † 6. Februar 1996) war ein griechischer Politiker.

## Leben
Gazis war Mitglied der sozialistischen Partei Panellinio Sosialistiko Kinima (PASOK). Vom 24. Juli 1984 bis 24. Juli 1989 war er Abgeordneter im Europäischen Parlament. Gazis war Alterspräsident des Europäischen Parlaments und einige Jahre lang stellvertretender Vorsitzender des Ausschusses für Recht und Bürgerrechte.